# 滑面蟹
滑面蟹（学名：Etisus utilis）为扇蟹科滑面蟹属的动物。分布于新喀里多尼亚、加罗林岛、菲律宾、印度尼西亚、新加坡、越南、尼科巴、马达加斯加以及中国大陆的中沙群岛等地，常栖息于海水。